# Otto Preminger
Otto Ludwig Preminger (Vyžnycja, 5 dicembre 1905 – New York, 23 aprile 1986) è stato un regista, produttore cinematografico e attore austriaco naturalizzato statunitense.
Dotato di uno stile crudo e visionario, fu uno dei registi più originali e innovatori del suo tempo, oltre che uno dei maggiori esponenti dell'età classica di Hollywood, in particolare fu uno dei migliori autori di noir. Durante la sua carriera fu candidato tre volte al premio Oscar, due ai Golden Globe, una ai premi BAFTA, tre alla Palma d'oro al Festival di Cannes, una al Leone d'oro al Festival di Venezia e vinse il Pardo d'oro al Festival di Locarno.
Tra i suoi film più celebri, Vertigine (1944), L'amante immortale (1947), Seduzione mortale (1952), La vergine sotto il tetto (1953), Carmen Jones (1954), La magnifica preda (1954), L'uomo dal braccio d'oro (1955), Buongiorno tristezza (1958), Anatomia di un omicidio (1959), Exodus (1960) e Il cardinale (1963).

## Biografia
Nacque a Vyžnycja, nell'attuale Ucraina, all'epoca appartenente all'impero austro-ungarico, il 5 dicembre 1905. Di origini ebraiche, iniziò la carriera artistica come attore in Germania, sotto la guida di Max Reinhardt, prima di passare alla regia. Nel 1929 diventò direttore del Teatro della Josefstadt e nel 1931 realizzò il suo primo film, Il grande amore. Nel 1934 Joseph Schenck, allora presidente della 20th Century Fox, arrivato in Europa in cerca di nuovi talenti, lo invitò a Hollywood. Preminger accettò l'invito di Schenck e si imbarcò il 26 ottobre del 1935.
A Hollywood, debuttò come regista con il film Schiavo della tua malia (1936) e come attore nel 1942 in The Pied Piper di Irving Pichel, per la 20th Century Fox. Per via del suo marcato accento tedesco e nonostante le origini ebraiche, gli furono spesso affidati ruoli di spia o di ufficiale nazista. Parallelamente, Preminger continuò la sua attività teatrale a Broadway come regista dal 1935 al 1940 e presso la scuola drammatica dell'Università di Yale.
Dopo la fine della seconda guerra mondiale iniziò la sua carriera registica a Hollywood; dopo aver lavorato come assistente per diversi cineasti, esordì dietro la macchina da presa con il film Vertigine (1944), un noir permeato di una forte vena di crudeltà, che suscitò dissapori all'uscita, ottenendo al contempo un grande successo. Dopo le polemiche dell'esordio, si dedicò ad alcune pellicole in costume di carattere più commerciale come Bellezze rivali (1945), Ambra (1946) e La signora in ermellino (1948), lasciato incompiuto da Ernst Lubitsch, scomparso durante le riprese il 30 novembre 1947.
.

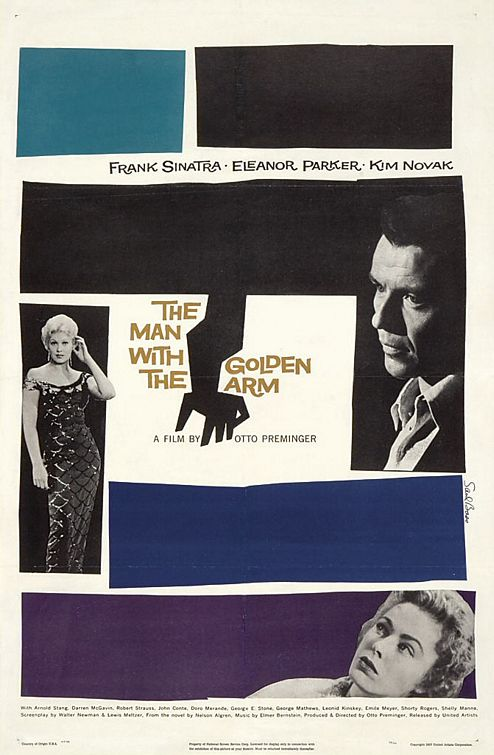
Il poster del film L'uomo dal braccio d'oro, diretto da Preminger nel 1955

Agli anni cinquanta risalgono alcuni dei suoi capolavori: diresse Robert Mitchum e Jean Simmons nel dramma Seduzione mortale (1953), e William Holden e David Niven nella commedia La vergine sotto il tetto (1953), film con cui il regista si avvicinò per la prima volta al mondo del cinema indipendente. Nel 1953 partecipò come interprete al film Stalag 17 di Billy Wilder, in cui impersonò magistralmente il colonnello von Scherbach, dispotico comandante di un campo di prigionia tedesco. Tornato alla Fox, Preminger diresse Carmen Jones (1954), in cui delineò figure di donne seducenti e pericolose, suscitando vaste polemiche; nello stesso anno diresse Marilyn Monroe in La magnifica preda (1954), accolto favorevolmente dalla critica e dal pubblico. 
Nel 1955 tornò al cinema indipendente per produrre e dirigere L'uomo dal braccio d'oro, con Frank Sinatra, Kim Novak ed Eleanor Parker, pellicola che per la prima volta affrontò esplicitamente il tema della tossicodipendenza, contribuendo alla caduta del Codice Hays. Dopo una breve parentesi in Europa, dove diresse il film Buongiorno tristezza (1958), con David Niven, Jean Seberg e Walter Chiari, il regista continuò il suo periodo proficuo producendo e dirigendo Anatomia di un omicidio (1959), con James Stewart e Ben Gazzara, incentrato su un processo per omicidio dai particolari scabrosi per l'epoca, e Exodus (1960), con Paul Newman e Eva Marie Saint, in cui descrisse la creazione dello stato di Israele. Seguirono Tempesta su Washington (1962), con Charles Laughton, Peter Lawford e Henry Fonda, Il cardinale (1963), con Raf Vallone, Romy Schneider e John Huston. Ultimo suo grande successo fu Prima vittoria (1965), con Kirk Douglas, Henry Fonda e John Wayne. Curò la regia di altri film, ma non ottenne grandi consensi e non suscitò il clamore dei precedenti; la sua ultima regia fu Il fattore umano (1979), tratto dall'omonimo romanzo di Graham Greene.
Gravemente malato di Alzheimer, morì il 23 aprile 1986, all'età di 80 anni.

## Filmografia

### Regista
- Il grande amore (Die Große Liebe) (1931)
- Schiavo della tua malia (Under Your Spell) (1936)
- Quei cari parenti (Danger-Love at Work) (1937)
- Il vascello maledetto (Kidnapped) (1938)
- Margine d'errore (Margin for Error) (1943)
- Nel frattempo, cara (In the Meantime, Darling) (1944)
- Vertigine (Laura) (1944)
- Un angelo è caduto (Fallen Angel) (1945)
- Scandalo a corte (A Royal Scandal) (1945)
- Bellezze rivali (Centennial Summer) (1946)
- Ambra (Forever Amber) (1947)
- L'amante immortale (Daisy Kenyon) (1947)
- La signora in ermellino (That Lady in Ermine) (1948)
- Il ventaglio (The Fan) (1949)
- Il segreto di una donna (Whirlpool) (1949)
- Sui marciapiedi (Where the Sidewalk Ends) (1950)
- La penna rossa (The 13th Letter) (1951)
- Seduzione mortale (Angel Face) (1952)
- La vergine sotto il tetto (The Moon is Blue) (1953)
- Carmen Jones (1954)
- La magnifica preda (River of No Return) (1954)
- L'uomo dal braccio d'oro (The Man with the Golden Arm) (1955)
- Corte marziale (The Court-Martial of Billy Mitchell) (1955)
- Santa Giovanna (Saint Joan) (1957)
- Buongiorno tristezza (Bonjour Tristesse) (1957)
- Porgy and Bess (1959)
- Anatomia di un omicidio (Anathomy of a Murder) (1959)
- Exodus (1960)
- Tempesta su Washington (Advise & Consent) (1962)
- Il cardinale (The Cardinal) (1963)
- Prima vittoria (In Harm's Way) (1965)
- Bunny Lake è scomparsa (Bunny Lake is Missing) (1965)
- E venne la notte (Hurry Sundown) (1966)
- Skidoo (1968)
- Dimmi che mi ami, Junie Moon (Tell Me That You Love Me, Junie Moon) (1970)
- Ma che razza di amici! (Such Good Friends) (1971)
- Operazione Rosebud (Rosebud) (1974)
- Il fattore umano (The Human Factor) (1979)

### Attore
- The Pied Piper, regia di Irving Pichel (1942)
- Margine d'errore (Margin for Error), regia di Otto Preminger (1943)
- Ho salvato l'America (They Got Me Covered), regia di David Butler (1943)
- La parata dell'impossibile (Where Do We Go from Here?), regia di Gregory Ratoff (1945)
- Stalag 17, regia di Billy Wilder (1953)
- Batman - serie TV, 2 episodi, regia di George Waggner (1967)
- Die Jungfrau auf dem Dach

### Produttore
- Nel frattempo, cara (In the Meantime, Darling), regia di Otto Preminger (1944)

## Doppiatori italiani
- Bruno Persa in Stalag 17
- Silvano Tranquilli in Batman